# 1303-as mellékút (Magyarország)
Az 1303-as mellékút egy valamivel több mint 4 kilométer hosszú összekötő út Győr-Moson-Sopron vármegyében; a Szigetköz keleti felében köt össze két települést.

## Nyomvonala
Vámosszabadi Győrszabadi településrészének nyugati széle közelében, de még épp külterületen ágazik ki a 14-es főútból, annak a 8+400-as kilométerszelvénye közelében, északkelet felé. Hamarosan eléri a község első házait, ahol a Rét utca nevet veszi fel, majd 300 méter megtétele után beletorkollik délkelet felől a Győr egyik külvárosától, Bácsától idáig húzódó 1302-es út.
Az 1+450-es kilométerszelvénye közelében, Vámosszabadi-Újtelep déli részén újabb elágazása következik: ott a 13 103-as számú mellékút ágazik ki belőle észak felé – ez tulajdonképpen csak e településrész főutcáját képezi, bár (számozatlan, alsóbbrendű útként) onnan még továbbhalad egészen a Nagy-Duna győrzámolyi partszakaszáig.
Kevéssel az előbbi elágazást követően az út kilép a lakott területről, majd a második kilométere táján Vámosszabadi határát is átlépi és Nagybajcs területén folytatódik, ott már keletebbnek fordulva. 3,5 kilométer után éri el e községet, ahol a Szabadi út nevet veszi fel; így is ér véget, a központban beletorkollva az 1301-es útba, annak a 8+850-es kilométerszelvénye közelében.
Teljes hossza, az országos közutak térképes nyilvántartását szolgáló kira.kozut.hu adatbázisa szerint 4,231 kilométer.

## Települések az út mentén
- Vámosszabadi
- Nagybajcs